# Callopsylla caspia
Callopsylla caspia är en loppart som först beskrevs av Ioff et Argyropulo 1934.  Callopsylla caspia ingår i släktet Callopsylla och familjen fågelloppor.

## Underarter
Arten delas in i följande underarter:
- C. c. caspia
- C. c. fragilis
- C. c. gaiskii
- C. c. tiflovi